# Sakhejung
Sakhejung (nepalski: साँखेजुङ) – gaun wikas samiti we wschodniej części Nepalu w strefie Meći w dystrykcie Ilam. Według nepalskiego spisu powszechnego z 2001 roku liczył on 761 gospodarstw domowych i 3779 mieszkańców (1902 kobiet i 1877 mężczyzn).